# Santa Cruz Mountains
De Santa Cruz Mountains (bergen van Santa Cruz) vormen een bergketen langs de kust van de Amerikaanse staat Californië, tussen San Francisco en Santa Cruz.
Het noordelijk deel van het gebergte, grotendeels in San Mateo County op het Schiereiland van San Francisco, scheidt de Stille Oceaan van het zuidelijk deel van de Baai van San Francisco en het dal van Santa Clara (Silicon Valley).
In het zuidelijke deel ligt de hoogste berg, de Loma Prieta van 1154 meter.
De bergen maken deel uit van de Pacific Coast Ranges. Ten zuidoosten van de Santa Cruz Mountains liggen de Transverse Ranges.
De San Andreasbreuk ("Fault") loopt door deze gebergten en is verantwoordelijk voor de vorming ervan. In 1989 waren er door de breuk twee aardbevingen in de Santa Cruz Mountains.
De Santa Cruz Mountains zijn ook een officieel erkend wijngebied (AVA).